# Corey Parker (Schiedsrichter)
Corey Parker (* 29. März 1986) ist ein US-amerikanischer Fußballschiedsrichterassistent. Er steht als dieser seit 2015 auf der Liste der FIFA-Schiedsrichter.

## Karriere
Als Assistent begleitete er nebst vielen weiteren Partien unter anderem international Spiele bei der Klub-Weltmeisterschaft 2019, der U-20-Weltmeisterschaft 2019 sowie zweier Gold Cups. Zur Weltmeisterschaft 2022 wurde er ins Aufgebot der Assistenten berufen.